# Сяньцзюй
Сяньцзю́й (кит. упр. 仙居, пиньинь Xiānjū, буквально: «скопище святых небожителей») — уезд городского округа Тайчжоу провинции Чжэцзян (КНР).

## История
Во времена первых централизованных империй эти места входили в состав округа Куайцзи (会稽郡), власти округа размещались на месте современного Сучжоу. При империи Хань в 110 году до н. э. в его составе был создан уезд Иньсянь (鄞县). В 85 году до н. э. из уезда Иньсянь был выделен уезд Хуэйпу (回浦县). Во времена Восточной Хань уезд Хуэйпу был переименован в Чжанъань (章安县). В эпоху Троецарствия из уезда Чжанъань был выделен уезд Шипин (始平县). После объединения китайских земель в империю Цзинь уезд Шипин был в 280 году переименован в Шифэн (始丰县). В 347 году из уезда Шифэн был выделен уезд Юэань (乐安县). Во времена империи Суй в 589 году уезд Юэань был присоединён к уезду Линьхай. 
После смены империи Суй на империю Тан уезд Юэань был в 675 году создан вновь. В эпоху Пяти династий и десяти царств, уезд был в 930 году переименован в Юнъань (永安县). После того, как китайские земли были объединены в составе империи Сун, а эти места стали известным на всю страну центром даосизма, уезд был в 1007 году переименован в Сяньцзюй.
После образования КНР в 1949 году был создан Специальный район Тайчжоу (台州专区), и уезд вошёл в его состав. В 1954 году Специальный район Тайчжоу был расформирован, и уезд перешёл в состав Специального района  Вэньчжоу (温州专区).
В 1957 году Специальный район Тайчжоу был воссоздан, но в 1958 году был расформирован опять, и уезд опять перешёл в состав Специального района Вэньчжоу. 
В 1962 году Специальный район Тайчжоу был восстановлен вновь. В 1973 году Специальный район Тайчжоу был переименован в Округ Тайчжоу (台州地区).
Постановлением Госсовета КНР от 22 августа 1994 года округ Тайчжоу был преобразован в городской округ.

## Административное деление
Уезд делится на 3 уличных комитета, 7 посёлков и 10 волостей.

## Экономика
В уезде развито сельское хозяйство, особенно выращивание и переработка плодов янгмей. По состоянию на конец 2022 года объём производства плодов красной восковницы в Сяньцзюе превысил 1 млрд юаней (более 140 млн долл. США). По состоянию на 2023 год в уезде насчитывалось 33 тыс. фермеров и 450 кооперативов, которые занимались выращиванием восковицы. 